# 一硫化镓
一硫化镓是镓的数种硫化物之一，化学式为Ga2S2，或写作GaS。在一硫化镓中，存在Ga24+单元，Ga-Ga键长为248 pm。

## 性质
一硫化镓对水稳定，难溶于稀酸。和单质溴可以剧烈反应。